# Éditions Hurtubise
Pour les articles homonymes, voir Hurtubise.
Éditions Hurtubise (Éditions Hurtubise HMH) est une maison d'édition montréalaise fondée en 1960 par Claude Hurtubise.
À ses débuts, la maison se consacre notamment à l'édition littéraire et l'édition scolaire. Une collection d'essais, Constantes, est créée en 1961.
Quelques auteurs édités : Anne Hébert, Roger Lemelin, Yves Thériault, Jacques Ferron, Gabrielle Roy, Rina Lasnier, Marie-Claire Blais, Robert Charbonneau, Roger Lemelin, Pierre Elliott Trudeau, Pierre Vadeboncœur, Guy Frégault, Fernand Dumont, Valérie Chevalier, Marie Demers.
Dans les dix dernières années, Hurtubise a développé un catalogue diversifié, composé de documentaires illustrés (par exemple, Tintin et le Québec), d’essais (L’Histoire du Québec en 30 secondes), de romans populaires (les séries historiques de Jean-Pierre Charland ou encore les romans de Marie-Christine Chartier), de traductions (La Valise d’Hana) et de romans pour la jeunesse (la série Juliette de Rose-Line Brasset ou les romans de Sarah-Maude Beauchesne).
Le fonds d'archives des Éditions HMH est conservé au centre d'archives de Montréal de Bibliothèque et Archives nationales du Québec.

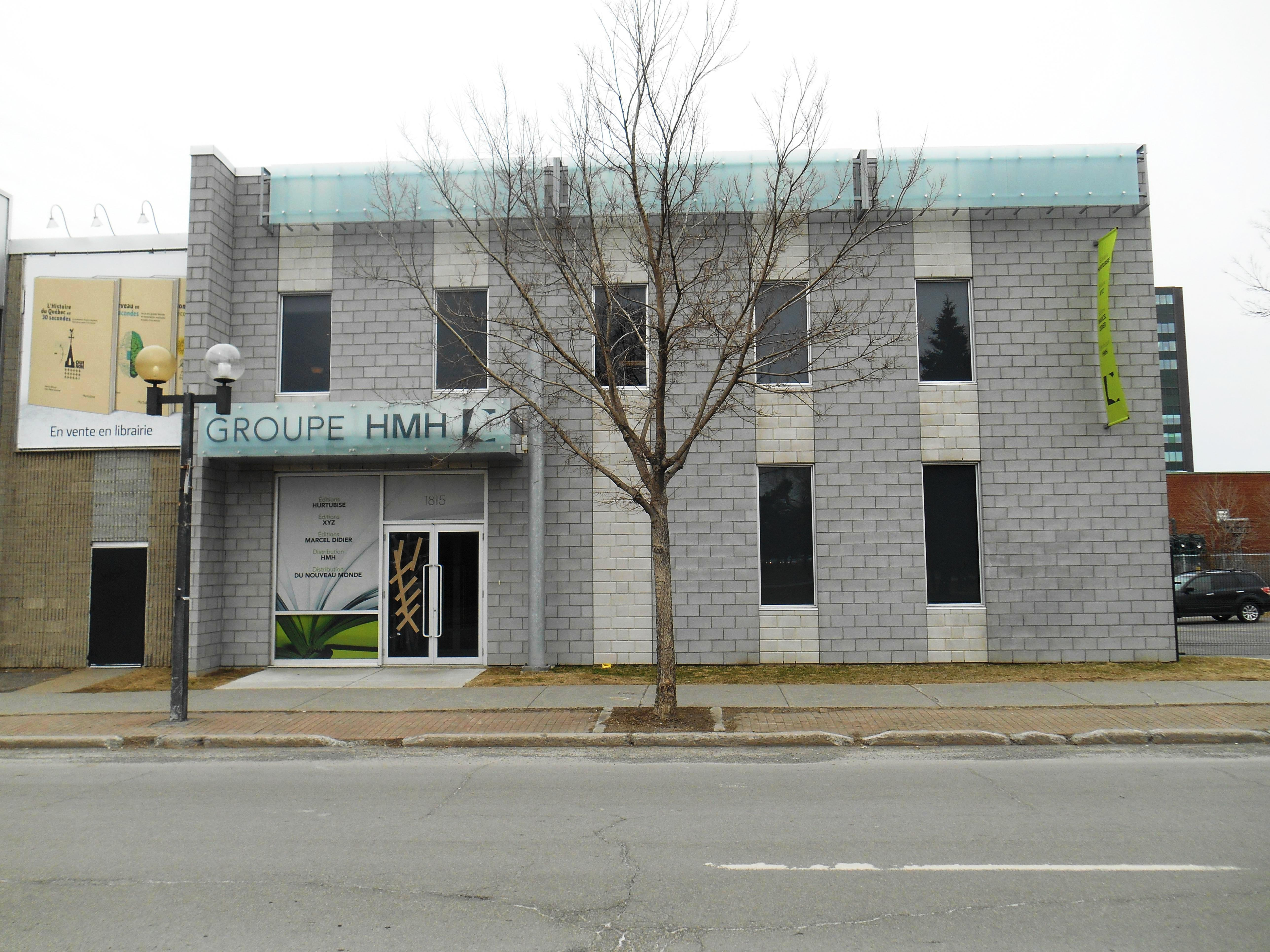
siège social 1815, avenue De Lorimier